# Svatováclavská trestnice
Svatováclavská trestnice (nebo též trestnice u sv. Václava, Svatováclavská zemská trestnice) byla v letech 1809–1889 největší věznice v Praze (podle některých zdrojů i v habsburské monarchii). Nacházela se na Novém Městě na Zderaze, částečně ve středověkém Hrádku Václava IV. přestavěném na klášter bosých augustiniánů. Později byly dostavěny další budovy, které se nacházely po obou stranách (dosud stojícího) gotického kostela sv. Václava a také po obou stranách dnešní Resslovy ulice. Roku 1889 byla zrušena a stržena v rámci pražské asanace, trestanci byli převedeni do nově otevřené věznice na Pankráci.

## Historie

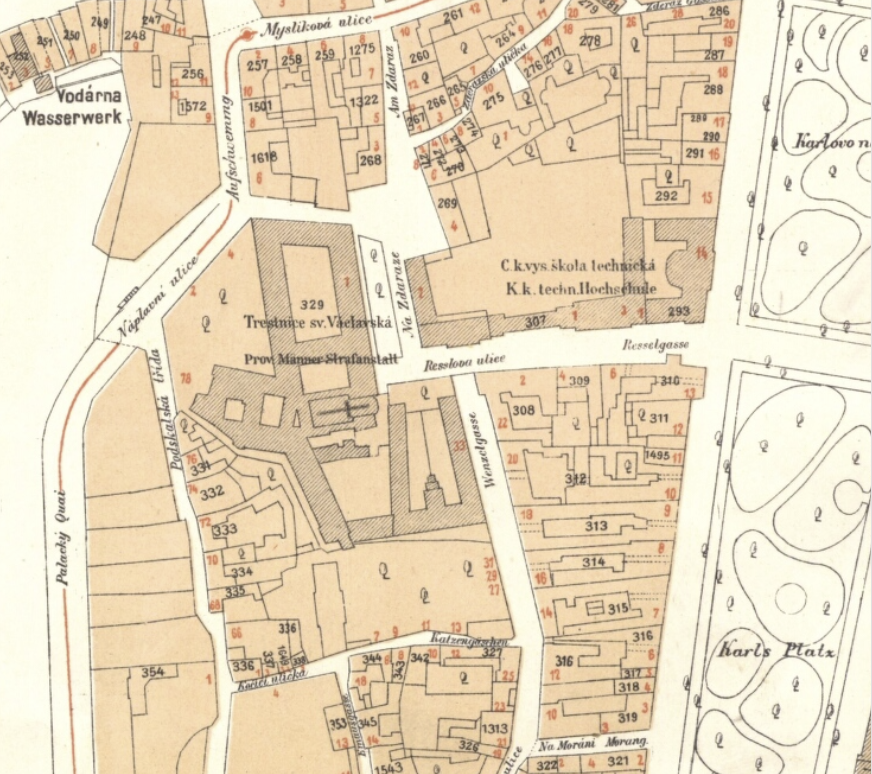
Trestnice na mapě z r. 1884, pět let před jejím zbořením

Roku 1623 daroval císař Ferdinand I. kostel sv. Václava řádu augustiniánů bosáků (bosých augustiniánů). Roku 1626 začali stavět klášter na místě někdejšího králova dvora (novoměstského dvora krále Václava IV., ten i s kostelem dostavěny roku 1399, z něhož byly při stavbě kláštera jistě využity jeho pevné zdi). Podle přilehlého kostela se mu říkalo také svatováclavský klášter. Roku 1785 byl zrušen. Roku 1809 začala část kláštera začala fungovat jako trestnice – bylo sem převezeno 204 vězňů z Terezína. V letech 1822–1826 proběhla dostavba – takto rozšířená trestnice byla určena pro „kárance obojího pohlaví, a sice pro 800 mužských a 200 ženských“. V letech 1853 a 1854 byla dostavěna další dvě křídla směrem k „lázni Svatováclavské“ – tím se kapacita zvýšila na 1 300 odsouzenců, ve věznici jich ale bývalo i 1 600. Ženské oddělení bylo svěřeno boromejkám a přesunuto na Hradčany a odtud roku 1865 do domu v Řepích. Od roku 1826 probíhaly bohoslužby pro odsouzence ve znovuvysvěceném kostele sv. Václava (předtím, v letech 1809–1826, to bylo na chodbě a později ve světnici někdejšího kláštera), kostel pojal 1 500 vězňů.

## Zajímavosti
- V někdejším augustiniánském klášteře byl rok azylantem malíř Karel Škréta poté, co smrtelně porazil svého soka.[4] Škréta daroval některé obrazy klášteru, z nichž se opět některé dostaly do drážďanské obrazárny, obraz z hlavního oltáře byl prodán do chrámu sv. Václava ve Staré Boleslavi.[4] Z kostela byl zřízen sklad pro vojenské postele, z kláštera vojenská prádelna.[4]
- Trestanci Svatováclavské věznice byli využíváni jako metaři – tak je vyobrazil Vincenc Morstadt v roce 1836.[5]
- Číslo popisné (Nové Město čp. 329) převzal dům na adrese Dittrichova 329/17, 120 00, Praha 2. Sídlí zde Krajská hygienická stanice Středočeského kraje.[6]